# いちばん美味しいゴミだけ食べさせて
『いちばん美味しいゴミだけ食べさせて』（いちばんおいしいゴミだけたべさせて）は、のがふに弁当によって開発されているビジュアルノベルコンピュータゲーム。

## 概要
2025年7月18日にSteamにてストアページが公開された。ごみを食べることによって知能が上がるという、等身大の「ラブリィドール」であるミァリを育てることがゲームの目的となる。与えられた料理に応じてミァリの性格やビジュアルが変わっていき、プレイヤーとの関係性も変わっていく。作中に登場する料理には、それぞれフレーバーテキストが付けられており、プレイヤーの選択次第でエンディングが変わるマルチエンディング方式となっている。

## 制作
本作は、ダニエル・キイスの『アルジャーノンに花束を』から着想を得て制作された。ビジュアルは、いだ天ふにすけが担当している。BGM「ミァリのテーマ」が、段階ごとにアレンジが変化する。

## 反応
本作は発表当初から注目を集め、『電ファミニコゲーマー』による紹介記事のXポストは1.5万リポストを超えた。
本作は「ラブドールがゴミを食べると知能が上がる」という設定についてユーザーから「気になる」、「プレイしてみたい」との感想を得た一方、一部で物議を醸し、性差別的であるとの批判もあった。開発者の逃す事は、本作について「不快な思いをした方には責任を感じている」、「特定の人々への差別や蔑視を助長する意図はない」との声明を発表した。また、「テーマやメッセージ性に関しては変更の予定はない」とも述べた。
『Game*Spark』は、同誌にも紹介記事への抗議文が1通届いたと明かした上で、「このゲームが特別に差別意識を助長する物であるという兆候は見つけられていない」とのコメントを出した。